# William Smith (pływak)
William Melvin „Bill” Smith (ur. 16 maja 1924 w Honolulu, zm. 8 lutego 2013 w Kāneʻohe) – amerykański pływak. Dwukrotny złoty medalista olimpijski z Londynu.

## Kariera sportowa
Specjalizował się w stylu dowolnym. Indywidualnie triumfował na dystansie 400 metrów kraulem. Po drugie złoto sięgnął w sztafecie 4 × 200 m w tym stylu (rekord świata), obok niego płynęli: Walter Ris, James McLane i Wallace Wolf. Odnosił sukcesy w NCAA, zdobywał tytuły w innych zawodach. Siedmiokrotnie bił rekordy świata. W 1966 został przyjęty do International Swimming Hall of Fame.